# Joy Osofsky
Joy Victoria Osofsky (geb. Doniger; * 1944) ist eine US-amerikanische Klinische und Entwicklungspsychologin. Zuletzt lehrte und forschte sie an der Louisiana State University.

## Leben
Sie wurde in eine amerikanisch-jüdische Familie hineingeboren und besuchte die Rye Country Day School. Danach ging sie ein Jahr lang auf das Simmons College, bevor sie an die Syracuse University wechselte. Hier erwarb sie 1966 ihren B.A., 1967 absolvierte sie den M.A. und 1969 promovierte (Ph.D.) sie hier in Klinischer Psychologie. Es folgten 1975 bis 1976 ein Praktikum in klinischer Psychologie an dem Children's Hospital Medical Center und Judge Baker Guidance Center an der Harvard Medical School, dann war sie 1976 bis 1978 Postdoctoral Fellow in klinischer Psychologie bei der Menninger Foundation und 1985 in psychoanalytischer Ausbildung und Absolventin des Topeka Institute for Psychoanalysis. 1987 wurde sie als Klinische Psychologin im Bundesstaat Louisiana approbiert.
1986 wurde sie Professorin für Psychiatrie und Pädiatrie am Health-Sciences-Center in New Orleans der Louisiana State University. Dort hatte sie die Paul J. Ramsay-Stiftungsprofessur für Psychiatrie und ab 2009 auch die Barbara-Lemann-Professur für Kindeswohl  inne. Sie war Direktorin des Harris Center for Infant and Early Childhood Mental Health. Sie war auch Präsidentin von ZERO to THREE und der World Association for Infant Mental Health. Danach hat sie im Vorstand von Zero to Three und als klinische Beraterin im Führungsteam für das Zero to Three Infant Toddler Court Program/Safe Babies Court Team mitgearbeitet. Sie war auch die stellvertretende Forschungsleiterin für das National Child Traumatic Stress Network Center, Terrorism, and Disaster Coalition for Child and Family Resilience. 2024 emeritierte sie von ihrer Professur an der Louisiana State University.

## Werk
Sie forschte über die Wirksamkeit beziehungsbasierter Behandlungen für traumatisierte Kleinkinder, die Auswirkungen von Traumata und Gewalt auf Säuglinge, Kinder und Familien und über die Entwicklung, Bewertung und klinische Beratung wirksamer intensiver und kooperativer Interventionen bei Jugendgerichten für missbrauchte und vernachlässigte Säuglinge, Kleinkinder und Familien; zudem führte sie Studien über die Auswirkungen von großen Natur- und Technologiekatastrophen und Terrorismus durch. Sie spielte eine entscheidende Rolle bei der Bewältigung von Katastrophen wie dem Hurrikan Katrina und der Deepwater Horizon Ölpest und die Auswirkungen der COVID-19-Pandemie auf die Gemeinden.

## Ehrungen/Positionen
- Präsidentin von ZERO to THREE
- Ehrenpräsidentin der World Association for Infant Mental Health
- 2007: Sarah Haley Award for Clinical Excellence in der Traumaarbeit von der International Society for Traumatic Stress Studies
- 2010: Reginald Lourie Award für Führungsqualitäten und herausragende Beiträge zur Gesundheit und zum Wohl von Kindern und Familien
- 2020: Translational Research Award des International Congress on Infant Studies
- 2021: ZERO TO THREE Lifetime Achievement Award
- Ehrenmedaille des Bürgermeisters von New Orleans

## Privates
Sie heiratete am 1. September 1963 Howard Osofsky in Syracuse, New York. Er ist Gynäkologe und Psychiater und hat mit seiner Frau viele Arbeiten publiziert. Aus der Ehe stammen die drei Kinder Hari, Justin, Michael.

## Publikationen (Auswahl)
Monografien
- Mit Betsy McAlister Groves: Violence and trauma in the lives of children. PRAEGER FREDERICK A, 2018, ISBN 978-1-4408-5258-9.
- Mit L. Katz; C. Lederman: Child-Centered Practices for the Courtroom and Community. Brookes Publishers. Baltimore, MD. 2011.
- Mit Phillip T. Stepka; Lucy S. King: Treating Infants and Young Children Impacted by Trauma. Interventions That Promote Healthy Development. American Psychological Association, Washington, DC 2017.
- Children in a violent society. Guilford Publications 1997, ISBN 978-1-57230-183-2.

Herausgeberschaften
- Young Children and Trauma: Intervention and Treatment. Guilford Publishers. New York 2007.
- Mit E. Fenichel: Protecting Young Children in Violent Environments. Zero to Three/National Center for Infants, Toddlers & Families, Washington, D.C. 2000.
- Children in a Violent Society.  Guilford Publishers, New York 1998.
- Mit E. Fenichel: Caring for Infants and Toddlers in Violent Environments: Hurt, Healing, and Hope'. Zero to Three. National Center for Clinical Infant Programs, Arlington, VA. 1994.
- Mit R. N. Emde; P. Butterfield: Parental Responses to Infant Emotions: A New Instrument. International Universities Press. Madison, Ct. 1993.
- Handbook of Infant Development (2nd Edition). Wiley, New York 1987.
- Mit H. J. Osofsky: Answers for New Parents: Adjusting to Your New Role. Walker, New York 1980.
- Mit H. J. Osofsky: The Abortion Experience. Harper & Row, Hagerstown, Maryland 1973.

Zeitschriftenartikel
- Mit M. E. Kronenberg; T. C. Hansel; A. M. Brennan; B. Lawrason; H. J. Osofsky: Children of Katrina: Lessons learned about post-disaster symptoms and recovery patterns, In:  Child Development, 2010, 81, S. 1241–1259.
- The Development of the Parent-Infant Relationship. In: Psychoanalytic Inquiry, 1982, 1, S. 625–642.
- Mit A. Eberhart-Wright: Affective Exchanges Between High Risk Mothers and Infants. In: International Journal of Psychoanalysis, 1988, 69, S. 221–232.
- Perspectives on helping traumatized infants, young children and their families. In: Infant Mental Health Journal, 2009, 30, S. 673–677.
- Mit A. Lieberman: A call for integrating a mental health perspective into systems of care for abused and neglected infants and toddlers. In: American Psychologist, 2011, 66, S. 120–128.
- Mit Howard J. Osofsky; Andrew Frazer; Erich Conrad: The Importance of Adverse Childhood Experiences During the Perinatal Period. In: American Psychologist, 2021, 76 (2), S. 350–363.